# Anas Al-Sharif
Anas Al-Sharif   (camp de Jabalia, 3 de desembre de 1996 - Gaza, 10 d'agost de 2025) va ser un periodista i videògraf palestí d'Al Jazeera, àmpliament reconegut pels seus reportatges de primera línia des de la Governació de Gaza Nord durant la Guerra de Gaza.
Durant diversos mesos, les Forces de Defensa d'Israel (FDI) van acusar Al-Sharif de ser un agent de Hamàs, cosa que les organitzacions de drets humans i Al Jazeera van condemnar com una falsedat per justificar l'assassinat de periodistes. El Comitè per a la Protecció dels Periodistes (CPJ) va demanar a la comunitat internacional que el protegís. Al-Sharif va morir en un atac aeri israelià dirigit específicament contra ell en una tenda de campanya fora de l'Hospital Al-Shifa a la ciutat de Gaza el 10 d'agost de 2025. En l'atac a al-Sharif van morir cinc periodistes més. En el moment de la mort d'al-Sharif, Israel havia matat més de 200 periodistes a la guerra de Gaza.

## Biografia
Al-Sharif va néixer al Camp de Jabalia, a la Franja de Gaza, el 1996. Es va graduar a la Universitat d'Al-Aqsa amb una llicenciatura en comunicació, especialitzant-se en ràdio i televisió. Va començar la seva carrera com a voluntari a la xarxa de mitjans de comunicació Al-Shamal abans d'unir-se a al Jazeera com a corresponsal al nord de Gaza.
Des de l'octubre del 2023, Al-Sharif va esdevenir una de les cares més visibles que informaven sobre la guerra a Gaza, negant-se a marxar del nord malgrat les repetides ordres de les Forces de Defensa d'Israel (FDI) i les amenaces directes a la seva vida. Va continuar cobrint diàriament atacs aeris, massacres i desplaçaments, sovint treballant sota perill extrem i escassetat crònica de subministraments bàsics. Els seus reportatges van proporcionar imatges i testimonis crucials d'una de les zones de guerra més inaccessibles del món.
Al-Sharif va rebre trucades telefòniques de l'exèrcit israelià dient-li que marxés del nord de Gaza el novembre de 2023. El mes següent, el seu pare va morir en un atac aeri israelià contra la seva casa familiar a Jabalia el desembre de 2023. A causa de la mala salut, el seu pare no va poder evacuar casa seva amb la resta de la família. Al-Sharif va descriure l'experiència com a "cruel" i "dolorosa", però va dir que aquest fet havia reforçat la seva determinació de continuar explicant les històries del patiment de Gaza.
Mentre informava en directe sobre l'alto el foc a Gaza del gener de 2025, Al-Sharif es va treure l'equip de protecció. Els vianants que l'animaven el van aixecar a les seves espatlles en senyal de celebració.
Hossam Shabat, company d'Al-Sharif, havia estat assassinat per Israel el març de 2025. Al-Sharif havia participat en la processó fúnebre. Va dir a Drop Site News que estava decidit a continuar informant malgrat les amenaces israelianes i la pèrdua del seu pare.
El 31 de juliol de 2025, la relatora especial de l'ONU, Irene Khan, va condemnar les repetides amenaces i campanyes de desprestigi de l'exèrcit israelià contra Al-Sharif, qualificant-les de perillosos intents de silenciar els seus reportatges sobre la guerra a Gaza. Va destacar com Al-Sharif, descrit com l'últim periodista supervivent d'al Jazeera al nord de Gaza, havia estat acusat sense proves de ser un terrorista de Hamàs, posant la seva vida en greu risc. Khan va emfatitzar que, mentre Israel impedeix als periodistes internacionals entrar a Gaza, alhora ataca i soscava els periodistes locals, que són els ulls del món sobre les atrocitats.

## Mort
Des del 2023, Al-Sharif es va enfrontar a creixents amenaces de les Forces de Defensa d'Israel (FDI), incloent-hi trucades telefòniques, missatges de veu i campanyes a les xarxes socials, que afirmaven que era un agent de Hamàs. El portaveu àrab de les FDI, Avichay Adraee, va acusar Al-Sharif i altres periodistes de terrorisme, mentre que organitzacions de drets humans i Al Jazeera van descriure les afirmacions com a atacs sense fonament destinats a justificar l'assassinat de periodistes i la supressió d'informació desfavorable cap a Israel. El Comitè per a la Protecció dels Periodistes (CPJ) havia dit que els atacs contra Al-Sharif podien acabar amb el seu assassinat i va instar a l'acció internacional per protegir-lo a ell i a altres periodistes a Gaza, destacant el risc deliberat que afronten els periodistes locals com a últims ulls i orelles del món exterior en el conflicte.
El 10 d'agost de 2025, Al-Sharif va morir en un atac aeri israelià contra una tenda de campanya fora de l'Hospital Al-Shifa a la ciutat de Gaza. Els seus col·legues, el periodista Muhàmmad Qreiqeh, i els càmeres Ibrahim Zaher, Muhàmmad Noufal i Moamen Aliwa també van morir en el bombardeig.

### Reaccions
L'exèrcit israelià va confirmar que havien atacat Al-Sharif, assegurant que el periodista formava part de Hamàs, com a agent d'alt rang, i per provar-ho van difondre diverses fotografies sense data d'Al-Sharif amb el cap de Hamàs Yahya Sinwar. L'exsoldat israelià Eitan Fischberger va assegurar que Al-Sharif hauria qualificat a X com a "herois" els militants de Hamàs que van perpetrar els assassinats en els atacs del 7 d'octubre a Israel.
Al Jazeera va condemnar els fets com un assassinat premeditat destinat a silenciar les veus en previsió de l'ocupació de Gaza, fent referència al pla recentment anunciat per Israel d'ocupar la Franja.
Centenars de periodistes, amb el suport de 140 col·lectius d'informació de Catalunya, es van manifestar tres dies després de la mort de Al-Sharif a la plaça Sant Jaume de Barcelona, sota el lema Israel no vol testimonis del genocidi: callar és ser còmplice.
Des de l'inici del conflicte fins al moment de la seva mort, segons l'Oficina de l'Alt Comissariat de les Nacions Unides per als Drets Humans, havien mort assassinats 242 periodistes palestins.